# Alfred Clebsch
Alfred Clebsch (Königsberg, 19 gennaio 1833 – Gottinga, 20 giugno 1872) è stato un matematico tedesco.

## Biografia
Diede importanti contributi alla geometria algebrica e alla teoria degli invarianti.
In collaborazione con Paul Gordan introdusse quelli che ora sono noti come coefficienti di Clebsch-Gordan per le armoniche sferiche, oggetti ampiamente utilizzati nella meccanica quantistica.
Insieme a Carl Gottfried Neumann ha fondato Mathematische Annalen, importante periodico dedicato alla ricerca matematica.
Nel 1883 Adhémar Jean Claude Barré de Saint-Venant ha tradotto in francese la sua opera sull'elasticità pubblicandola con il titolo Théorie de l'élasticité des Corps Solides.

## Opere
- (DE) Vorlesungen über Geometrie. 1:  Geometrie der Ebene, Leipzig, Benedictus Gotthelf Teubner, 1876.
- (DE) Vorlesungen über Geometrie. 2.1: Die Flächen erster und zweiter Ordnung oder Klasse und der lineare Complex, Leipzig, Benedictus Gotthelf Teubner, 1891.